# Ealhmund
Ealhmund est roi du Kent en 784.

## Biographie
Ealhmund est l'un des rois les plus obscurs de l'histoire du Kent. Il semble avoir succédé à Ecgberht II. L'unique trace contemporaine de son existence est une charte généralement datée de 784, par laquelle il fait don de terres à Sheldwich à Wihtred, l'abbé du monastère (en) de Reculver. Dès l'année suivante, le roi Offa de Mercie agit dans le Kent comme s'il s'agissait d'une simple province de son propre royaume, et le Kent ne recouvre son indépendance qu'après sa mort, en 796, avec Eadberht Præn.
Deux versions de la Chronique anglo-saxonne font de cet Ealhmund le père du roi de Wessex Ecgberht, qui règne de 802 à 839. Les historiens modernes acceptent pour la plupart cette identification, malgré les questions qu'elle soulève quant à la manière dont le fils d'un roi de Kent a pu monter sur le trône du Wessex. Les listes généalogiques de la Chronique anglo-saxonne qui font remonter l'ascendance d'Ecgberht et Ealhmund jusqu'à Cerdic, fondateur légendaire du royaume des Saxons de l'Ouest censé avoir vécu au VIe siècle, pourraient avoir été créées sous le règne d'Ecgberht pour accroître sa légitimité.